# Diabrotica decempunctata
Diabrotica decempunctata là một loài bọ cánh cứng trong họ Chrysomelidae. Loài này được Latreille miêu tả khoa học năm 1813.

## Hình ảnh

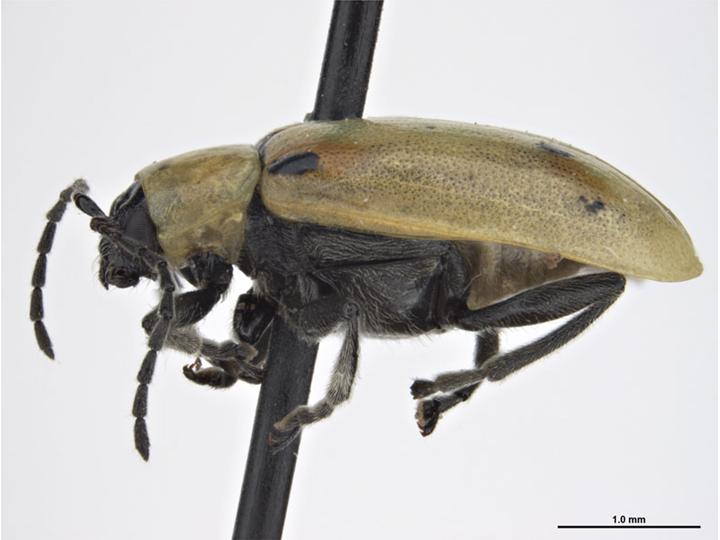